# Éliane Brault
Pour les articles homonymes, voir Brault.
Éliane Brault, née le 18 septembre 1895 à Paris et morte le 25 août 1982 dans la même ville, est une résistante, une personnalité politique et une journaliste française également connue pour son engagement féministe ainsi que dans son implication dans la franc-maçonnerie en particulier au sein de la Grande Loge mixte universelle dont elle est la première grande maitresse.

## Biographie
Éliane Brault naît dans le 9e arrondissement de Paris dans une famille bourgeoise. Son père, Élie-Simon Alexandre Brault (1868-1898), est un jeune avocat à la cour d'appel de Paris également médecin à l'hôpital Saint-Louis à sa mort à l'âge de trente et un ans,. Il accomplit sa première période d'exercices de vingt-huit jours en tant qu'aide-major dans le Midi où il attrapa la fièvre typhoïde en soignant des soldats du 22e bataillon de chasseurs alpins. Victime du devoir professionnel, il meurt quelques mois plus tard. Sa mère, Isabelle Moses (1867-1942), est née à Lima, d'une famille bourgeoise juive péruvienne, convertie au catholicisme.
Durant la Première Guerre mondiale, Eliane Brault épouse le 26 novembre 1915 son ami d'enfance Jean Sabourdin (1890-1918), qui sera tué au front peu après la naissance de leur fils, Roger Sabourdin, né en 1917. Elle se remarie en 1923 avec l'avocat Louis Gallié (1883-1974) avec qui elle a un second fils, Alexandre Brault Gallié (1925-1971). En 1933, elle divorce.
Au-delà de ses engagements politiques et maçonniques, Éliane Brault s’engage durant toute sa vie pour la cause de l'enfance et de l’adolescence. Sous-directrice  de l'école de rééducation de Clermont-de-l’Oise en 1936, inspectrice des établissements surveillés en 1937, secrétaire générale du Conseil supérieur à l'enfance et membre du Conseil supérieur  de l'Assistance publique, elle publie en 1938 ses recommandations dans la Revue d'hygiène et de médecine sociale. 

### Parti radical
Son époux Louis Gallié et le pacifiste Émile Borel la présentent au Parti radical auquel elle adhère en 1925. Elle y fait part d'un engagement important et travaille notamment avec Marcelle Kraemer-Bach avocate et membre de l'Union française pour le suffrage des femmes. Conférencière et journaliste, elle collabore au journaux Le Radical, La France radicale, Le Républicain jacobin et L’Ère nouvelle. Elle est membre du syndicat des journalistes et fait part au travers de ses articles et interventions, de son attente de l’avènement d'une société où les principes de liberté, d'égalité de droit et de travail s’appliqueraient à tous indistinctement. Sa compétence est reconnue et elle fait partie à ce titre des cinq femmes membres du bureau du parti avant 1940. Elle y est élue en 1933, et son élection est considérée comme un succès féministe face à ses adversaires internes. Elle s'emploie à dynamiser une politique d’œuvres sociales et de solidarité.
En 1934, sur fond de crise politique et de montée de l’extrême droite, Eliane Brault crée l'Action démocratique des femmes et défile souvent dans des manifestations de soutien à la république. Elle fonde en 1935 la Fédération des femmes radicale dont elle prend la présidence. Après un voyage en Union soviétique, elle se montre intéressée par la place faite aux femmes et aux enfants par le régime soviétique, elle se rapproche alors du Parti communiste. Elle se félicite des élections de 1936 qui consacrent la domination radicale et socialiste du Front populaire sur les institutions de la IIIe République. Elle s’inscrit dans la lutte contre le fascisme et soutient ouvertement les républicains espagnols et les victimes du fascisme en Europe. À la chute du gouvernement de Léon Blum en avril 1938, elle rejoint l'aile gauche du Parti radical. En 1939, elle use de son influence pour ouvrir les frontières et accueillir des enfants dont les parents sont  victimes du franquisme.

### France libre
Après la défaite de 1940 et les lois du régime de Vichy, qui excluent juifs et francs-maçons de l’administration publique, Éliane Brault fait l'objet d'une dénonciation dans le journal d’extrême droite Je suis partout. Anti-fasciste, franc-maçonne et fille d'un père de confession juive, elle est relevée de ses fonctions le 1er octobre 1940. Ayant déjà pris des contacts avec la résistance, elle est arrêtée en janvier 1941 et incarcérée à Marseille en février de la même année. Elle parvient à s'évader et s'enfuit en Algérie, se rend à Casablanca où les Britanniques l'autorisent à rejoindre Gibraltar puis Londres.
Dès son arrivée à Londres, elle rejoint les Forces françaises libres. Elle organise et prend le commandement avec le grade de capitaine, un corps d'assistantes et d'infirmières françaises. Elle rejoint, avec une partie de son groupe, la 1re division française libre à Beyrouth où elle reste à disposition du commandement. Elle gagne l'URSS à la fin de cette mission et retrouve les pilotes de l’escadrille Normandie. En avril 1944, elle retourne à Alger et suit le corps français dans la campagne d'Italie où elle obtient du général de Lattre de Tassigny l'autorisation de créer une unité de « liaison-secours » destinée à donner les premiers soins et à apporter les besoins essentiels aux populations libérés ou des zones de combat.
Après avoir pris part au débarquement de Provence et à la libération de l'Alsace avec son unité d'assistance, elle est citée à l'ordre de son régiment pour sa participation à l'évacuation périlleuse de la ville de Thann. Elle franchit le Rhin et reste en Forêt-Noire jusqu'en novembre 1945.

### Après-guerre
À l'issue de la guerre, elle reprend ses fonctions au ministère de la Santé publique et de la Population. Elle passe en candidat libre un certificat des hautes études administratives à l'ENA. Ce diplôme lui permet de travailler jusqu'à sa retraite dans la direction du ministère au sein des divers services d'entraides. Elle quitte le Parti radical et adhère à la SFIO où elle s'engage dans les œuvres sociales.
Elle poursuit son engagement politique au sein du Parti socialiste unitaire et travaille avec divers mouvements de gauche, comme le MRAP, France-URSS ou la Fédération démocratique internationale des femmes. Devant les diverses opinions et changements du mouvement socialiste, elle s'éloigne peu à peu du parti. À l’approche de sa retraite professionnelle, elle met un terme à ses activités politiques. Elle poursuit toutefois ses engagements républicains dans le monde associatif, en s'inscrivant dans la Société des amis de l'école laïque, elle consacre du temps à l'association France-Israël. Elle va principalement, dès sa retraite, s'investir pleinement dans la franc-maçonnerie.

### Franc-maçonnerie
Éliane Brault commence son long parcours maçonnique au sein de la maçonnerie d'adoption à la Grande Loge de France. Elle est initiée le 28 juin 1927 à 32 ans dans la loge d'adoption « Union et Bienfaisance » puis en devient rapidement secrétaire. Elle prend également part au sein de cette obédience, à la création en 1930 de la loge « Le général Peigné ». Elle y est vénérable maitresse de 1934 jusqu'au début de la Seconde Guerre mondiale. Elle fréquente également les loges d'adoption La nouvelle Jérusalem et Minerve.
En 1945, elle réintègre La Nouvelle Jérusalem  au sein de la première obédience exclusivement féminine, l'Union maçonnique féminine de France. Tentée par la mixité, elle rejoint en 1948 la loge Marie Bonnevial à l'Ordre maçonnique mixte international « le Droit humain » (DH). Le Droit humain ne reconnaissant pas le rite d'adoption, elle accepte d’être de nouveau initiée au rite écossais ancien et accepté (REAA). Au sein du DH, elle devient vénérable de sa loge, s'investissant dans l'obédience, elle est aussi successivement secrétaire générale, vice-présidente du conseil national et grand inspecteur de l'ordre jusqu'en 1969,.
Ressentant le Suprême Conseil du Droit humain comme une contrainte trop pesante sur les loges symboliques et recherchant une démarche moins symboliste qui tend, selon elle, à éloigner de la réflexion sociétale, elle fonde par scission avec d'autres francs-maçons en 1973, la Grande Loge mixte universelle dont elle devient la 1re présidente. Cette obédience travaille sur des valeurs proches de celles du Grand Orient de France tout en étant mixte. Elle fonde, en 1980, le Suprême Conseil mixte de France qui dote l'obédience de la plénitude graduelle du REAA. Elle écrit pendant cette période plusieurs ouvrages sur la franc-maçonnerie et participe à des émissions de radio.

### Fin de vie
Éliane Brault meurt le 25 août 1982 à Paris, à l'âge de 86 ans. Elle est incinérée selon sa volonté et ces cendres sont déposées au cimetière du Père-Lachaise. 

### Distinctions
Ses actions pendant la Seconde Guerre mondiale lui valent de recevoir, la médaille des évadés et la Croix de guerre assortie de trois citations. Reçue chevalier de la Légion d'honneur en 1936, elle est promue à titre militaire comme officier dans l'ordre en 1947.
- Officière de la Légion d'honneur
- Croix de guerre 1939–1945
- Médaille des évadés

### Famille
Son fils Roger Sabourdin se marie en 1938 à l'église Notre-Dame-de-Lorette, avec Gratienne Nadal, la fille de René Nadal, directeur des Studios Pathé. Les témoins du marié sont Marc Rucart, ministre de la santé publique, et Paul Bastid, ancien ministre. Les témoins de la mariée sont Gratien Candace, vice-président de la chambre des députés et le commandant Pierre Calvet, chef de service cinématographique de l'Armée,,.

## Publications
Éliane Brault publie durant sa vie plusieurs ouvrages en relation avec ses expériences et ses combats.
- À l'ombre de la croix gammée (préf. Hassolt Davis), Le Caire, R. Schindler, 1943.
- U.R.S.S., terre inconnue, une Française revient de Russie, 1946
- La Franc-maçonnerie et l'émancipation des femmes, 1953
- L'Épopée des A.F.A.T., 1954
- Maria Deraismes, 1962
- Psychanalyse de l'initiation maçonnique, 1965
- Le mystère du Chevalier de Ramsay, Prisme, 1973